# Catherine Beaugrand
 (mars 2019).
Pour les articles homonymes, voir Beaugrand.
Catherine Beaugrand est une artiste plasticienne contemporaine française, née en 1953. Elle vit et travaille à Malo-les-Bains.

## Biographie
Elle développe une pratique artistique qui sollicite des activités différentes: la production de formes, l’écriture, l’enseignement-recherche et la mise en scène de projets collectifs. 
Elle associe le dessin, la sculpture et la vidéo dans une démarche de recherche autour de projets nécessitant plusieurs années. Le rapport aux matériaux est investigué depuis la spécificité de chaque situation.
Elle appartient à une génération qui est passée du cinéma expérimental à Instagram, travaillant avec les transformations des modes de représentation induits par les outils numériques.
Elle a enseigné à l'École nationale supérieure des beaux-arts de Lyon de 2008 à 2015 où elle s'est impliquée sur les questions de recherche artistique et de recherche en art, en développant une unité de recherche 3e cycle consacrée aux relations entre les pratiques artistiques et les cultures numériques.

## Œuvres et expositions (sélection)
- 1983 : Hommage à Diane Agrest, Juxtaposition II, Maison de la Culture, Grenoble
- 1984 : Histoire contemporaine, CNAP, Paris [1].
- 1985 : Soyons sérieux, ELAC, Lyon[2].
- 1986 : Tantôt Roi,Tantôt Reine, MAC Lyon
- 1986 : Prospect'86, Schirn Kunsthalle Frankfurt, Francfort-sur-le-Main
- 1989 : C.Beaugrand, A.Cadere, R. Hains, MoMA PS1 New York[3].
- 1990 : Statues de T'sin Kouei et de sa femme à genoux derrière une grille, MMK, Francfort-sur-le-Main[4]
- 1991 : Il Signor Paganini fa suonare il suo violin, 14 individualités françaises, Art Gallery of Ontario, Toronto
- 1991 : Flying Lady, L'amour de l'art, Biennale d'art contemporain, Lyon[5]
- 1993 : Ava Pandora, au Musée d'Art Contemporain de Lyon
- 1994 : Les photographes n'ont jamais été si occupés, Institut pour l'art et la ville, Givors
- 1995 : L'Amérique est une erreur, 3ème Biennale d'art contemporain, Lyon[6]
- 1996 : Le masque de la Mort Rouge, centre d'art contemporain de Vassivière [7]
- 1997 : Luna Park, Documenta X , Kassel [8],[9]
- 1998 : Peter n'est pas Pierre, Biennale d'Enghien
- 2000 : Le rêve du ciel, Changement de temps, Monum, château de Chambord [10],[11]
- 2000 : Projet Holbein, Le Quartier, Quimper [12]
- 2001 : Oh cet écho! (Duchampiana), Musée d'art moderne et contemporain, Genève
- 2002 : Tournoi d'énigmes, Kyojima, Sumida-ku, Tokyo
- 2006 : De près de loin, Biennale Arts numériques, Reims
- 2008 : Sugoroku, Biennale internationale du Design, Saint-Etienne[13]
- 2009 : Hospitalité, Musée départemental Stéphane Mallarmé, Valvins
- 2019 : Assez vivant, Les Subsistances, Laboratoire international de pratique et de création artistique, Lyon[14]